# مراد باي الأول
مراد باي أو مراد الأول أو مراد باي الأول هو أول البايات المراديين ومؤسس الدولة المرادية بتونس، عينه عثمان داي بايا للمحلة منذ عام 1613م. أسس الدولة المرادية عام
1631م قبل وفاته في نفس السنة.

## النشأة والسيرة
هو أصيل جزيرة كورسيكا، ولد بها بمدينة كالفي، تقول بعض المصادر أن اسمه الحقيقي جاك سانتي (بالفرنسية: Jaques Senty)‏ بينما تقول مصادر تونسية أن اسمه الحقيقي مراد كورسو أو «موراتو كورسو».
أُسِر وهو يبلغ من العمر 9 سنوات، وبيع عبدًا لرمضان باي (هو أول من تولى قيادة المحلة وكان رمضان على رأس القوة العثمانية الآتية من الجزائر سنة 1574. وكانت الإدارة العثمانية آنذاك تحتاج إلى هذه الوظيفة لفرض سيطرتها على دواخل البلاد، وكان عليها الاعتماد على سلطة البايات في تجميع الضرائب وفرض الأمن في مناطق الريف. وهذا يعني أن الباي كان يتمتع بنفوذين: نفوذ عسكري باعتباره قائد المحلة، ونفوذ مالي باعتباره المكلف بجمع الضرائب من مناطق القبائل.)، الذي ربّاه وزوّجه إحدى بناته.
عام 1613، سماه حاكم تونس عثمان داي بايا بحيث أصبح يخرج على رأس المحلة لجمع الجباية ونشر الأمن، وهو ما مكنه من التعرف على داخل البلاد، وتوثيق صلاته بالأعيان المحليين ورؤساء القبائل. استغنى مراد من القرصنة في البحر الأبيض المتوسط، وعمل على كسب ثقة الدايات والباشا بتونس، وهو ما تمكن منه إذ صار أكثر البايات المحبوبين بتونس في مطلع القرن السابع عشر الميلادي.وقد أثبت كفاءة ممتازة في إدارة البلاد، حيث نجح في إخضاع العصاة، وتوطيد الأمن في الأقاليم وتأمين الجباية.
يقول ابن أبي دينار، صاحب مؤلف المؤنس في أخبار إفريقية وتونس: «كان الباي مراد صاحب دهاء ... وإن فيه سياسة لم تكن لغيره».
ويبدو أنه اقنع السلطان العثماني آنذاك بتوليه حكم تونس حيث أرسل له هدايا فاخرة ومنحه عام 1631 (قبل وفاته) لقب الباشا (الذي حمله مع لقب الباي). وحين حصل مراد باي على لقب الباشوية سنة 1631 تخلى عن منصب باي المحلة لإبنه حمودة باشا ومنحه حق ولاية العهد، مؤسسًا بذلك الدولة المرادية بتونس، كما أنه كان يتمتع بذاتية الحكم وقرار عقد معاهدات صلح وسلام وتجارة مع أكبر البلدان الأوروبية في ذلك الوقت.

## الهوامش والمراجع
1. ↑  "التطور السياسي بالإيالة التونسية من القرن 16 إلى القرن 18". www.revision-histoire-geo.com. مؤرشف من الأصل في 2022-01-05. اطلع عليه بتاريخ 2022-01-05.
2. ↑  "تونس في العهد العثماني.. نظام الحكم والإصلاحات". نون بوست. 28 مارس 2020. مؤرشف من الأصل في 2021-04-21. اطلع عليه بتاريخ 2022-01-05.
3. ↑  كان العثمانيون يسيطرون على تونس منذ عام 1574 م، وكانت السلطة بها تعتمد على الباشا (ممثل السلطان العثماني بتونس)، يساعده ديوان مكوّن من 40 دايًا، الذين كان يساعدهم هم بدورهم البايات منذ عام 1590 م.
4. 1 2  "تونس في عهد البايات المراديين" (PDF). http://histoire-tunisie.rf.gd. 5 يناير 2022. مؤرشف من الأصل (PDF) في 2022-01-05. {{استشهاد ويب}}: روابط خارجية في |موقع= (مساعدة)

| باي تونس المرادي                        |                                   |
| علم الإيالة التونسية إبّان حكم المُراديين |                                   |
| مراد الأول صاحب الحضرة العلية           |                                   |
| السابق                                  |                                   |
| ولاية العهد                             | حمودة باشا المرادي                |
| فترة الحكم                              | من 1613 م (باي المحلة) إلى 1631 م |
| اللاحق                                  | محمد باي الأول                    |
| حياته                                   |                                   |
| الميلاد                                 |                                   |
| الوفاة                                  | 1631 م                            |
| المراديون                               |                                   |